# Battle Spirits - Sword Eyes
Battle Spirits - Sword Eyes (バトルスピリッツ ソードアイズ?, Batoru Supirittsu Sōdo Aizu) è un anime shōnen, tratto dal gioco di carte collezionabili Battle Spirits, creato da Hajime Yatate e prodotto dalla Sunrise. La serie è andata in onda in Giappone su Nagoya TV dal 9 settembre 2012 all'8 settembre 2013 in due stagioni: la prima comprende i primi 29 episodi, mentre la seconda è intitolata Battle Spirits - Sword Eyes Gekitōden (バトルスピリッツ ソードアイズ激闘伝?, Batoru Supirittsu Sōdo Aizu Gekitōden) e include gli episodi dal 30 fino alla conclusione. In Italia è stata trasmessa su Rai Gulp dal 29 gennaio al 22 febbraio 2019.
BS - Sword Eyes è la quinta serie anime della saga di Battle Spirits ed è preceduta da BS - Heroes e seguita da BS - Saikyō Ginga Ultimate Zero.

## Trama
Atlantia, il più grande paese di Legendia, è lacerata da disordini. 14 anni più tardi, un ragazzo di nome Tsurugi Tatewaki che non ricorda il suo luogo natio incontra Bringer, un Battle Droid. Tsurugi comincia a giocare a Battle Spirits per affrontare l'Esercito delle Tenebre, il quale è alla ricerca delle 12 Sword Brave.

## Personaggi
Tsurugi Tatewaki (ツルギ・タテワキ?, Tsurugi Tatewaki)
Doppiato da: Junko Minagawa (ed. giapponese), Alessio De Filippis (ed.  italiana)
Ragazzo quattordicenne allegro e vivace, cresciuto da una coppia di anziani che ha sempre chiamato nonni dopo la perdita dei genitori. Dopo aver incontrato Bringer, scopre di essere lo Sword Eye rosso della luce e il fratello minore di Yaiba.
Yaiba Byakuya-ō (白夜王 ヤイバ?, Byakuya-ō Yaiba)
Doppiato da: Hikaru Midorikawa / Yū Shimamura (da bambino) (ed. giapponese), Manuel Meli (ed. italiana)
Conosciuto come Imperatore bianco della notte, siede al trono di Atlantia da quanto il paese è caduto nel disordine e Sword Eye bianco dell'oscurità nonché il fratello maggiore di Tsurugi. Mira a diventare il dominatore del mondo usando le Sword Eyes.
Kizakura Kukuri (キザクラ・ククリ?, Kizakura Kukuri)
Doppiata da: Yui Horie (ed. giapponese), Joy Saltarelli (ed. italiana)
Sword Eye gialla della luce. Adora i dolci.
Hagakure Shido (ハガクレ・シドー?, Hagakure Shidō)
Doppiato da: Jun Fukuyama (ed. giapponese), Alessio Nissolino (ed. italiana)
Sword Eye verde della luce e abile ninja.
Sora Ryuyo (ソラ・リュウヨウ?, Sora Ryūyō)
Doppiato da: Yūki Ono (ed. giapponese), Gianluca Crisafi (ed. italiana)
Sword Eye blu della luce, abile meccanico ed esperto di arti marziali insieme al fratello minore Long.
Haqua Estoc (ハクア・エストック?, Hakua Esutokku)
Doppiato da: Rie Kugimiya (ed. giapponese), Katia Sorrentino (ed. italiana)
Sword Eye bianco della luce e bravo in affari.
Suou Rakels (スオウ・ラケルス?, Suou Rakerusu)
Doppiato da: Daisuke Sakaguchi (ed. giapponese), Niccolò Guidi (ed. italiana)
Sword Eye viola della luce.
Bringer (ブリンガー?, Buringā)
Doppiato da: Jun'ichi Suwabe (ed. giapponese), Alessandro Budroni (ed. italiana)
Droide protettore di Tsurugi da quando era in fasce, gli insegna a duellare e lo accompagna nella sua missione, anche se è un modello superato.
Garudos Randall (ガルドス・ランダル?, Garudosu Randaru)
Doppiato da: Shō Hayami (ed. giapponese), Andrea Lavagnino (ed. italiana)
Reggente di Yaiba.
Gordy Dain (ゴーディ・ダーイン?, Gōdi Dāin)
Doppiato da: Hiroshi Yanaka (ed. giapponese), Federico Di Pofi (ed. italiana)
Sword Eye verde dell'oscurità.
Brau Balm (ブラウ・バルム?, Burau Barumu)
Doppiato da: Hiroki Yasumoto (ed. giapponese), ? (ed. italiana)
Sword Eye blu dell'oscurità.
Amarello Berge (アマレロ・ベルジェ?, Amarero Beruje)
Doppiata da: Akemi Kanda (ed. giapponese), Perla Liberatori (ed. italiana)
Sword Eye gialla dell'oscurità.
Rirove Rakels (リローヴ・ラケルス?, Rirōvu Rakerusu)
Doppiato da: Daisuke Namikawa (ed. giapponese), Emiliano Coltorti (ed. italiana)
Sword Eye viola dell'oscurità.
Grenada (グレナダ?, Gurenada)
Doppiata da: Michiko Neya (ed. giapponese), Paola Majano (ed. italiana)
Imperatrice di Atlantia, vera madre di Tsurugi e Yaiba. È una donna gentile.
Maestro Samohan (サモハン師匠?, Samohan shishō)
Doppiato da: Tetsuo Gotō (ed. giapponese), Dante Biagioni (ed. italiana)
Anziano meccanico di droidi e maestro di Sora e Long.
Long (ロン?, Ron)
Doppiato da: Akemi Kanda (ed. giapponese), Monica Bertolotti (ed. italiana)
Fratellino di Sora.
Rebel Coleridge (ルベル・コールリッジ?, Ruberu Kōrurijji)
Doppiato da: Takuya Eguchi (ed. giapponese), Leonardo Graziano (ed. italiana)
Ladro che si spaccia per archeologo. Ex membro dell'armata rossa.
Mars (マルス?, Marusu)
Doppiato da: Masuo Amada (ed. giapponese), Gianluca Machelli (ed. italiana)
Ex membro dell'armata rossa.
Masamune Tatewaki (マサムネ・タテワキ?, Masamune Tatewaki) & Kiku Tatewaki (キク・タテワキ?, Kiku Tatewaki)
Doppiati da: Naoki Bandō e Chie Satō (ed. giapponese), Raffaele Palmieri e Graziella Polesinanti (ed. italiana)
Nonni di Tsurugi.
Vargas (ヴァルガス?, Varugasu)
Doppiato da: Rikiya Koyama (ed. giapponese), Riccardo Scarafoni (ed. italiana)
Ex Sword Eye bianco della luce. Fratello di Garudos.
Surger (セルジャー?, Serujā)
Doppiato da: Anri Katsu (ed. giapponese), ? (ed. italiana)
Droide fedele a Vargas.
Caladborgar (カラドボルガー?, Karadoborugā)
Doppiato da: Masayoshi Sugawara (ed. giapponese), Guido Di Naccio (ed. italiana)
Droide oscuro, fedele a Garudos.
Justice Tachibana (ジャスティス立花?, Jasutisu Tachibana)
Doppiato da: Shinnosuke Tachibana (ed. giapponese), Davide Albano (ed. italiana)
Messaggero degli dei.
Galaxy Watanabe (ギャラクシー渡辺?, Gyarakushī Watanabe)
Doppiato da: Jun'ichi Suwabe (ed. giapponese), Marco Vivio (ed. italiana)
Messaggero degli dei.

## Anime

Logo italiano della serie

L'anime, prodotto da Sunrise, è composto da 50 episodi divisi in due stagioni, andati in onda su Nagoya TV dal 9 settembre 2012 all'8 settembre 2013. Successivamente è stato raccolto in 17 DVD contenenti ciascuno 3 episodi.
In Italia è stato trasmesso su Rai Gulp dal 29 gennaio al 22 febbraio 2019.

### Episodi
| Nº                                     | Titolo italiano Giapponese 「Kanji」 - Rōmaji - Traduzione letterale | In onda           | In onda          |
| Nº                                     | Titolo italiano Giapponese 「Kanji」 - Rōmaji - Traduzione letterale | Giapponese        | Italiano         |
| BS - Sword Eyes (29 episodi)           | |                   |                  |
| 1                                      | Il mito della luce e dell'oscurità: Dragone Lucente 「光と闇の神話 輝龍シャイニング・ドラゴン！」 - Hikari to yami no shinwa Kiryū Shainingu Doragon! – "Il mito della luce e dell'oscurità: il drago lucente Shining-Dragon!" | 9 settembre 2012  | 29 gennaio 2019  |
| 1                                      | 14 anni fa, Atlantia viene lacerata in disordini. La regina Grenada viene portata via dall’suo figlio maggiore dopo la morte del marito, il re, mentre il figlio minore viene portato via da Bringer quando era ancora in fasce, anni dopo, il figlio minore, ora quattordicenne e chiamato ora Tsurugi Tatewaki, viene adottato da una coppia di anziani di nomi Masamune e Kiku Tatewaki che la chiamano nonni mentre il fratello, chiamato ora Yaiba, è ancora re, trasformato nella sua forma di battaglia, divenne il eroe di Battle Spirits. |                   |                  |
| 2                                      | Identità svelata 「緑の追撃戦！ナインテイル・ダークの瞳」 - Midori no tsuigekisen! Nainteiru Dāku no hitomi – "Inseguimento combattivo verde! L'occhio di Ninetail-Dark" | 16 settembre 2012 | 29 gennaio 2019  |
| 3                                      | Fratelli rivali 「兄と弟 白夜の宝剣ミッドナイト・サン！」 - Ani to otōto Byakuya no hōken Middonaito San! – "Fratello maggiore e minore, la spada della notte bianca Midnight-Sun!" | 23 settembre 2012 | 30 gennaio 2019  |
| 4                                      | Duello per Bringer 「光の青き剣、戦輝神ゼルドナーグ」 - Hikari no aoki ken, senkishin Zerudonāgu – "La spada di luce blu, il dio combattente luminoso Soldnerg" | 30 settembre 2012 | 30 gennaio 2019  |
| 5                                      | Assalto coraggioso 「合体強襲！？！蒼海の大剣メイルシュトロム」 - Bureivu kyōshū!?! Sōkai no daiken Meirushutoromu – "Assalto coraggioso!?! La grande spada d'acqua blu Maelstrom" | 7 ottobre 2012    | 31 gennaio 2019  |
| 6                                      | Alla ricerca dello Sword Eye verde 「光る緑は忍者！？ハガクレ、いざ参る！」 - Hikaru midori wa ninja!? Hagakure, iza mairu! – "La luce verde è un ninja!? Hagakure, arriva!" | 14 ottobre 2012   | 31 gennaio 2019  |
| 7                                      | Tsurugi contro Justice Tachibana 「神の試練！ツルギＶＳジャスティス立花」 - Kami no shiren! Tsurugi VS Jasutisu Tachibana – "La prova degli dei! Tsurugi VS Justice Tachibana" | 21 ottobre 2012   | 1º febbraio 2019 |
| 8                                      | Il piano di Yaiba 「動き出す世界 フレイムフィールド灼熱！」 - Ugokidasu sekai Fureimufīrudo shakunetsu! – "Il mondo si muove: Flame-Field incandescente!" | 28 ottobre 2012   | 1º febbraio 2019 |
| 9                                      | Rirove: lo Sword Eye viola dell'oscurità 「紫の闇、黒き骸王バルトアンデルス」 - Murasaki no yami, kuroki mukuro-ō Barutoanderusu – "Oscurità viola, il re dalla salma nera Baldanders" | 4 novembre 2012   | 2 febbraio 2019  |
| 10                                     | Un amico da proteggere 「人間って何だ？骨剣エグゼキューショナーズ」 - Ningen tte nanda? Honeken Eguzekyūshonāzu – "Cos'è un essere umano? La lama ossuta Executioners" | 11 novembre 2012  | 2 febbraio 2019  |
| 11                                     | Una duellante infallibile 「おいしいは正義！光翼の神剣エンジェリックフェザー！」 - Oishī wa seigi! Hikari tsubasa no shinken Enjerikkufezā! – "La prelibatezza è giustizia! La spada divina dalle ali di luce Angelic-Feather!" | 18 novembre 2012  | 3 febbraio 2019  |
| 12                                     | La resa dei conti 「再会 母よ、その微笑みは」 - Saikai Haha yo, sono hohoemi wa – "Ricongiungimento: mamma, quel sorriso" | 25 novembre 2012  | 3 febbraio 2019  |
| 13                                     | Amara sconfitta 「宿命の対決 黒天狐ネガ・ナインテイル！」 - Shukumei no taiketsu Kurotenko Nega Nainteiru! – "Scontro del destino: la volpe nera dei cieli Nega-Ninetail!" | 2 dicembre 2012   | 4 febbraio 2019  |
| 14                                     | Amicizia, un bene prezioso 「滅龍帝ジエンド・ドラゴニス驀進！」 - Metsuryūtei Jiendo Doragonisu bakushin! – "L'assalto di TheEnd-Dragonis imperatore drago lampo!" | 9 dicembre 2012   | 4 febbraio 2019  |
| 15                                     | Fratelli per sempre 「紫と緑の賭け さらば疾風丸！？」 - Murasaki to midori no kake Saraba Hayatemaru!? – "Il rischio di viola e verde: addio Hayatemaru!?" | 16 dicembre 2012  | 5 febbraio 2019  |
| 16                                     | Il compleanno di Yaiba 「白夜！仲間割れ！？ツルギＶＳキザクラ！」 - Byakuya! Nakama ware!? Tsurugi VS Kizakura! – "Il sole di mezzanotte! Gli alleati divisi!? Tsurugi VS Kizakura!" | 23 dicembre 2012  | 5 febbraio 2019  |
| 17                                     | Il Sovrano bianco dell'oscurità contro lo Sword Eye viola dell'oscurità 「これが王者のバトル！？！闇皇ＶＳ骸王！」 - Kore ga ōja no batoru!?! Yami-ō VS gai-ō! – "Questa è una battaglia tra sovrani!?! Il re dell'oscurità VS il re della salma!" | 6 gennaio 2013    | 6 febbraio 2019  |
| 18                                     | Missione palazzo reale 「ダブルブレイヴ ブリンガーデッキ界放！」 - Daburu bureivu Buringā dekki kaihō! – "Doppio brave: il mazzo rilasciato di Bringer!" | 13 gennaio 2013   | 6 febbraio 2019  |
| 19                                     | Yaiba contro Kizakura 「ブリンガー危うし！ヤイバＶＳキザクラ」 - Buringā ayaushi! Yaiba VS Kizakura – "Bringer in pericolo! Yaiba VS Kizakura" | 20 gennaio 2013   | 7 febbraio 2019  |
| 20                                     | Antichi rancori 「復讐の海デッキ！異海神ディスト・ルクシオン」 - Fukushū no umi dekki! Ikaishi Disuto rukushion – "Il mazzo oceano di vendetta! La creatura divina del mare Dist-Rusction" | 27 gennaio 2013   | 7 febbraio 2019  |
| 21                                     | Salviamo Bringer 「救え、光輝龍皇シャイニング・ドラゴン・アーク」 - Sukue, kōki ryūkō Shainingu Doragon Āku – "Salvatelo, l'imperatore del sole lucente Shining-Dragon-Ark" | 3 febbraio 2013   | 8 febbraio 2019  |
| 22                                     | Due fratelli divisi da un sogno 「ふたりの王子 国を導く者」 - Futari no ōji Kuni wo michibiku mono – "I due principi: ciò che guida un regno" | 10 febbraio 2013  | 8 febbraio 2019  |
| 23                                     | La leggenda del cavaliere bianco 「白き騎士の伝説 天空の光剣クラウン・ソーラー」 - Shiroki kishi no densetsu Tenkū no kōken Kuraun Sōrā – "La leggenda del cavaliere bianco: la spada luce del cielo Crown-Solar" | 17 febbraio 2013  | 9 febbraio 2019  |
| 24                                     | La verità rivelata 「明かされる真実！黄色デッキ対決！」 - Akasareru shinjitsu! Kiiro dekki taiketsu! – "La verità rivelata! Lo scontro dei mazzi gialli!" | 24 febbraio 2013  | 9 febbraio 2019  |
| 25                                     | Trappola di ghiaccio 「天空の光剣、クーゲル・ホルンにブレイヴせよ！」 - Tenkū no kōken, Kūgeru Horun ni bureivu se yo! – "Spada luce del cielo, brave con Kugel-Horn!" | 3 marzo 2013      | 10 febbraio 2019 |
| 26                                     | Amici, nemici 「誰がためのバトル ツルギ対ブリンガー」 - Dare ga tame no batoru Tsurugi tai Buringā – "Battaglia per il bene di chi: Tsurugi contro Bringer" | 10 marzo 2013     | 10 febbraio 2019 |
| 27                                     | Vittoria in nome di Kizakura 「自由への激闘！ハクア対ブラウ」 - Jiyū e no gekitō! Hakua tai Burau – "Feroce lotta alla libertà! Haqua contro Brau" | 17 marzo 2013     | 11 febbraio 2019 |
| 28                                     | Nell'oscurità per acquisire più luce 「ツルギ闇に起つ 暗黒の魔剣ダーク・ブレード開眼！」 - Tsurugi yami ni tatsu Ankoku no maken Dāku Burēdo kaigan! – "Tsurugi si rialza nelle tenebre. La spada demoniaca delle tenebre Dark-Blade si desta!" | 24 marzo 2013     | 11 febbraio 2019 |
| 29                                     | Stoke e il mondo sotterraneo 「地の底より 闇龍ダーク・ティラノザウラー咆哮！」 - Chi no soko yori Yami ryū Dāku Tiranozaurā hōkō! – "Più profondo della Terra: il drago oscuro Dark-Tyrannosaura ruggisce!" | 31 marzo 2013     | 12 febbraio 2019 |
| BS - Sword Eyes Gekitōden (21 episodi) | |                   |                  |
| 30                                     | Tsurugi contro Tsurugi 「闇対光！ツルギ対ツルギ！？」 - Yami tai hikari! Tsurugi tai Tsurugi!? – "Oscurità contro luce! Tsurugi contro Tsurugi!?" | 7 aprile 2013     | 12 febbraio 2019 |
| 31                                     | Duello tra Sword Eye dell'oscurità 「変な奴対決！黒蟲の妖刀ウスバカゲロウ冷笑！」 - Hen na yatsu taiketsu! Kuromushi no yōtō Usubakagerō reishō! – "Lo scontro di un tipo strano! La lama dell'insetto demone nero Usubakagerō ride!" | 14 aprile 2013    | 13 febbraio 2019 |
| 32                                     | Il segreto di Amarello 「夢幻の天剣トワイライト・ファンタジア乱舞！」 - Mugen no tenken Towairaito Fantajia ranbu! – "La danza turbolenta della spada del cielo infinito Twilight-Fantasia!" | 21 aprile 2013    | 13 febbraio 2019 |
| 33                                     | Justice sfida Yaiba 「王が見る世界 黒皇機獣ダークネス・グリフォン」 - Ō ga miru sekai Kokuō-ki-jū Dākunesu Gurifon – "Il mondo che un re osserva: la belva meccanica sovrana oscura Darkness-Griffon" | 28 aprile 2013    | 14 febbraio 2019 |
| 34                                     | Il segreto del bastone 「宝玉のひみつ アマレロ対ブラウ」 - Hōgyoku no himitsu Amarero tai Burau – "Il segreto del gioiello: Amarello contro Brau" | 5 maggio 2013     | 14 febbraio 2019 |
| 35                                     | Alla conquista dello Sword Brave verde 「光牙鳳凰レックウマル見参！ハガクレＶＳリローヴ」 - Kōga hōō Rekkuumaru kenzan! Hagakure VS Rirōvu – "L'incontro con la fenice zanna di luce Rekkuumaru! Hagakure VS Rirove" | 12 maggio 2013    | 15 febbraio 2019 |
| 36                                     | Grazie, Hagakure 「ハガクレ、愛を取り戻せ！」 - Hagakure, ai wo torimodose! – "Hagakure, riprendi l'amore!" | 19 maggio 2013    | 15 febbraio 2019 |
| 37                                     | Due sovrani a confronto 「王者はどっちだ！！闇龍ＶＳ黒皇機獣！」 - Ōja wa dotchi da!! Yami ryū VS kokuō-ki-jū! – "Qual è il re!! Il dragone oscuro VS la belva meccanica sovrana oscura!" | 26 maggio 2013    | 16 febbraio 2019 |
| 38                                     | Il destino di un sovrano 「ヤイバが見た夢 白夜王対闇の黄色」 - Yaiba ga mita yume Byakuyaō tai yami no kiiro – "Il sogno visto da Yaiba: Byakuyaō contro il giallo dell'oscurità" | 2 giugno 2013     | 16 febbraio 2019 |
| 39                                     | La leggenda degli Spirit 「神話の時代 スピリットたちの雄叫び」 - Shinwa no jidai Supiritto-tachi no otakebi – "L'era del mito: l'urlo di guerra degli Spirit" | 9 giugno 2013     | 17 febbraio 2019 |
| 40                                     | L'ambizione di Garudos 「その男、ガルドス 邪悪の告白」 - Sono otoko, Garudosu Jaaku no kokuhaku – "Quell'uomo, Garudos: la malvagia confessione" | 23 giugno 2013    | 17 febbraio 2019 |
| 41                                     | L'ultimo Sword Eye 「さよならスオウ 蘇れライトニング・シオン」 - Sayonara Suou Yomigaere Raitoningu Shion – "Addio Suou. Resuscita Lighting-Shion" | 30 giugno 2013    | 18 febbraio 2019 |
| 42                                     | Un duello illuminante 「ツルギＶＳスオウ！龍輝神シャイニング・ドラゴン・オーバーレイ！」 - Tsurugi VS Suou! Ryūkishin Shainingu Doragon Ōbārei! – "Tsurugi VS Suou! Il dio drago lucente Shining-Dragon-Overray!" | 7 luglio 2013     | 18 febbraio 2019 |
| 43                                     | La spada del giudizio 「光と闇の儀式 裁きの神剣招来！」 - Hikari to yami no gishiki Sabaki no shinken shōrai! – "Il rituale di luce e oscurità: la divina spada del giudizio in ascesa!" | 14 luglio 2013    | 19 febbraio 2019 |
| 44                                     | La rivincita di Garudos 「神ＶＳ人 裁きの神剣起動！」 - Kami VS hito Sabaki no shinken kidō! – "Dio VS umano: la spada divina del giudizio s'avvia!" | 21 luglio 2013    | 19 febbraio 2019 |
| 45                                     | Il nuovo sovrano 「反撃のソードアイズ ガルドスを倒せ！」 - Hangeki no Sōdo Aizu Garudosu wo taose! – "Sword Eyes del contrattacco: sconfiggete Garudos!" | 28 luglio 2013    | 20 febbraio 2019 |
| 46                                     | Il risveglio di Yaiba 「神の罰！？ハガクレＶＳキザクラ」 - Kami no batsu!? Hagakure VS Kizakura – "Una punizione divina!? Hagakure VS Kizakura" | 4 agosto 2013     | 20 febbraio 2019 |
| 47                                     | Passaggio di testimone 「俺の言葉を聞け！ツルギ対ヤイバ」 - Ore no kotoba wo kike! Tsurugi tai Yaiba – "Ascolta le mie parole! Tsurugi contro Yaiba" | 11 agosto 2013    | 21 febbraio 2019 |
| 48                                     | Tsurugi sfida Garudos 「夢かなう世界へ ブリンガーＭｋｰ３出撃！」 - Yume kanau sekai e Buringā Mk-3 shutsugeki! – "Verso un mondo di sogni realizzati. La resa di Bringer Mk-3!" | 18 agosto 2013    | 21 febbraio 2019 |
| 49                                     | Sword Eye finalmente uniti 「神を撃つ ソードアイズデッキ峻烈！」 - Kami wo utsu Sōdo Aizu dekki shunretsu! – "Sparate al dio: la durezza dei mazzi degli Sword Eyes!" | 1º settembre 2013 | 22 febbraio 2019 |
| 50                                     | Insieme per un mondo nuovo 「人、作りし神話」 - Hito, tsukurishi shinwa – "Umanità, un mito che hanno creato" | 8 settembre 2013  | 22 febbraio 2019 |

### Colonna sonora
La sigla italiana, scritta da Valerio Gallo Curcio ed interpretata da i Raggi Fotonici, segue lo stesso arrangiamento della prima sigla di testa giapponese, sia in apertura che in chiusura.
Sigla di apertura
- Wild Card, di Hiroshi Tada (ep. 1-26)
- Billy Billy, dei CLUTCHO (ep. 27-50)

Sigla di chiusura
- Color, delle i☆Ris (ep. 1-26, 50)
- IN FUTURE!!, dei Yūtaku II (Yūki Ono & Takuya Eguchi) (ep. 27-49)

Sigla di apertura e di chiusura italiana
- L'unica cosa che so, versione italiana di Wild Card, de i Raggi Fotonici

## Manga
Il manga è stato pubblicato sulla rivista Saikyō Jump (Shūeisha) e successivamente serializzato in 3 tankōbon dal gennaio al settembre 2013.

### Volumi
| 1 | 4 gennaio 2013 | ISBN 978-4-088-70612-2 |
| 1 | Capitoli - 1. Yarubeshi! Tsurugi Tatewaki!! (やるべしっ！ツルギ・タテワキ！！? lett. "Fallo! Tsurugi Tatewaki!!") - 2. Unmei no hikari to yami! Tsurugi to Yaiba!! (運命の光と闇！ツルギとヤイバ！！? lett. "Luce e oscurità del destino! Tsurugi e Yaiba!!") - 3. Hikari to no deai! Kizakura to Sora!! (光との出会い！キザクラとソラ！！? lett. "Incontro con la luce! Kizakura e Sora!!") - 4. Tsudoi hajimeta hikari to yami (集いはじめた光と闇? lett. "Luce e oscurità che cominciano a radunarsi") |                        |
| 2 | 4 giugno 2013 | ISBN 978-4-088-70680-1 |
| 2 | Capitoli - 5. Yami no Sword Eyes no kyōi (闇のソードアイズの脅威? lett. "La minaccia degli Sword Eyes dell'oscurità") - 6. Bringer wo sukue! Tsurugi VS Brau!! (ブリンガーを救え！ツルギＶＳブラウ！！? lett. "Salva Bringer! Tsurugi VS Brau!!") - 7. Kōki ryū-ō Shining-Dragon-Ark (光輝龍王シャイニング・ドラゴン・アーク? lett. "L'imperatore del sole lucente Shining-Dragon-Ark") - 8. Yami no akaki Sword Eyes (闇の赤きソードアイズ? lett. "Gli Sword Eyes rossi dell'oscurità") |                        |
| 3 | 4 settembre 2013 | ISBN 978-4-088-70816-4 |
| 3 | Capitoli - 9. Hagakure no mezame! Hikari no midori no Sword Brave!! (ハガクレの目覚め！光の緑のソードブレイヴ！！? lett. "Il risveglio di Hagakure! Lo Sword Brave verde di luce!!") - 10. Hagakure no gyakuten! Soshite ugokidasu shukumei-!! (ハガクレの逆転！そして動き出す宿命ー！！? lett. "Il contrattacco di Hagakure! E poi il destino si è mosso!!") - 11. Unmei no gekitotsu! Ani to otōto, hikari to yami!! (運命の激突！兄と弟、光と闇！！? lett. "Il duello del destino! Fratello maggiore e minore, luce e oscurità!!") - 12. Kyōdai taiketsu, ketchaku!! Akarui sekai e-!! (兄弟対決、決着！！明るい世界へー！！? lett. "Confronto tra fratelli, insediamento! Verso un mondo luminoso!!") |                        |